# مارثا هارت
مارثا هارت هي مصارعة محترفة كندية، ولدت في 31 أكتوبر 1966 في كالغاري في كندا.

## وصلات خارجية
- مارثا هارت على موقع IMDb (الإنجليزية)